# Palatul Noordeinde
Palatul Noordeinde este unul dintre cele patru palate oficiale familiei regale neerlandeze. Aflat în Haga, în provincia Olanda de Sud, palatul servește ca birou de lucru al Reginei Beatrix încă din 1984.

## De la fermă la palat
La început, palatul era o fermă medievală, transformată apoi într-o reședință spațioasă de către, Willem van de Goudt în 1533. Pilonii fermei originale încă pot fi văzuți în actuala pivniță a palatului. 
Din 1566 până în 1591, palatul a avut un alt proprietar. După aceea a fost pus gaj, iar, în 1595, a fost cumpărat de către Statul Olandez pentru Louise de Coligny, văduva lui Wilhelm de Orania, și fiul său Prințul Frederik Hendrik. În 1609, în semn de recunoștință față de contribuția lui Wilhelm pentru patrie, Statul a făcut cadou palatul familiei lui Wilhelm.
Frederik Hendrik a mărit casa considerabil, numită în acele vremuri Oude Hof. El a început apoi să achiziționeze loturile de teren din împrejurimi.  Arhitecții Pieter Post și Jacob van Campen, care au construit Palatul Huis ten Bosch în 1645, au fost printre arhitecții invitați să contribuie la modificări. Modificările cuprindeau lungirea clădirii principale și adăugarea de aripi laterale pe ambele părți, formându-se astfel forma caracteristică a literei H, păstrată până în ziua de azi.
După moartea lui Frederik Hendrik din 1647, văduva sa, Amalia van Solms, și-a petrecut cea mai mare parte din timp la Oude Hof. După moartea acesteia din 1675, casa a fost mai mult sau mai puțin goală, pentru mai mulți ani. După moartea lui Regele William III în 1702, casa i-a revenit Regelui Frederic I al Prusiei, nepot al lui Frederik Hendrik.
În 1754, Regele Frederick cel Mare al Prusiei, i-a vândut lui Willem V toate proprietățile sale din Olanda. 
Fiul lui Willem V, care a devenit mai apoi Regele Willem I, și-a stabilit reședința la Oude Hof în 1792.  Dar după ce francezii au invadat Olanda în 1795, în timpul războaielor Revoluției Franceze, el și familia sau au fost forțați să se mute în Anglia. Oude Hof a devenit proprietate a Republicii Batave și prin urmare proprietate a statului, statut pe care îl are și în prezent.

## Palat regal

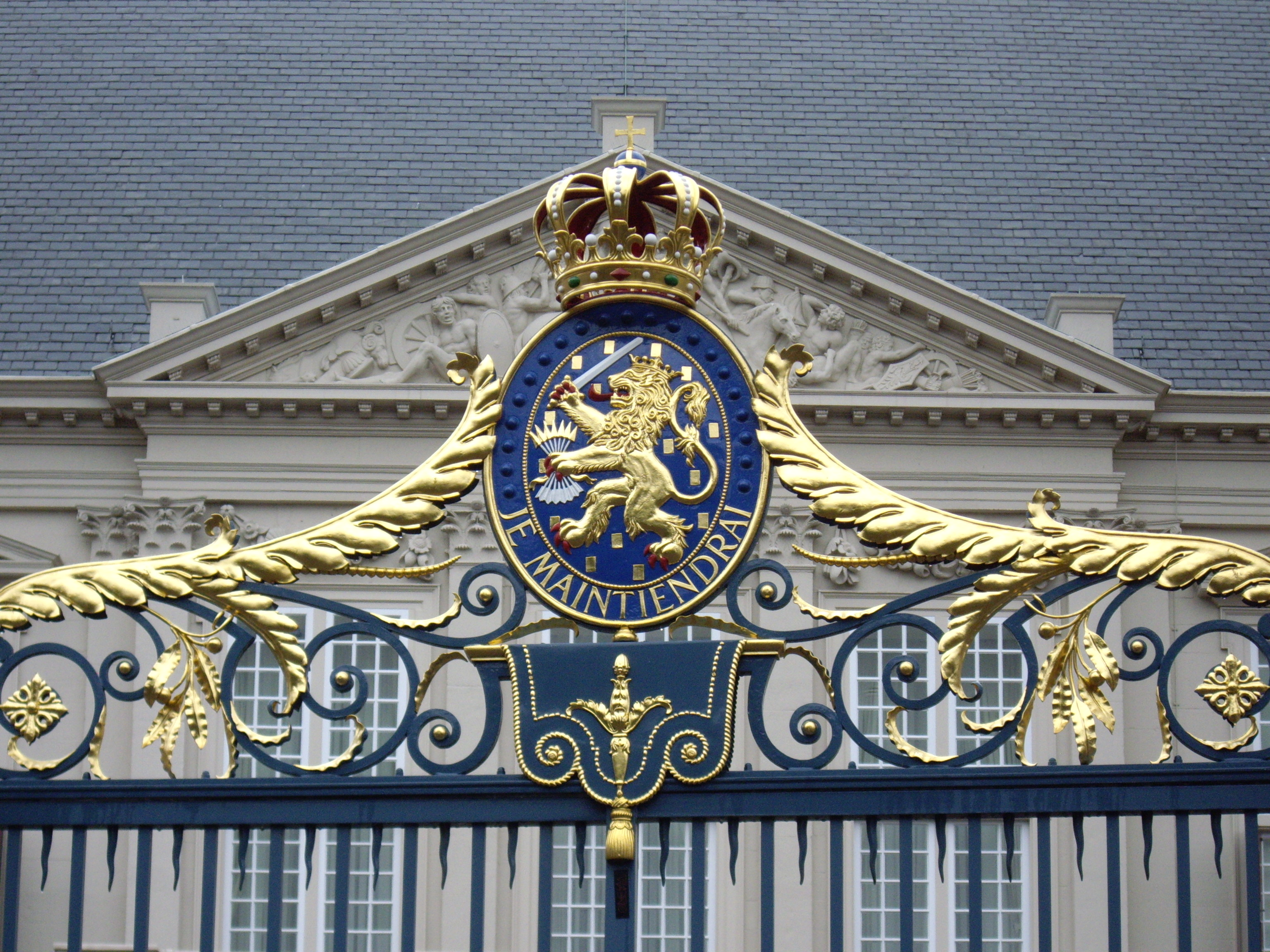
The Royal Coat of Arms on the Gate of the Palatul Nordeinde din Hague

În 1813, după căderea Regelui Louis Bonaparte, Prințul Willem s-a întors în Olanda, unde a fost declarat Prinț suveran.
Constituția acelor vremuri spunea că statul trebuie să asigure suveranului o reședință de iarnă și una de vară. Inițial au fost planuri ca să se construiască o nouă reședință de iarnă, dar mai apoi s-a ajuns la decizia de a fi extins Oude Hof-ul.
Regele Willem I s-a mutat în Palatul Noordeinde în 1817, locuind acolo până la abdicarea sa din 1840. Succesorul său, Regele Willem II, nu a locuit deloc la Noordeinde.
Precum bunicul său, Regele Willem III a folosit Noordeinde drept reședință de iarnă, deși prefera să locuiască la reședința sa de vară, Palatul Het Loo din Apeldoorn. În 1876, el a pus să fie construite grădinile din spatele Palatului Noordeinde.
Chiar și după ce Willem III s-a căsătorit cu Regina Emma, familia regală a continuat să folosească Noordeinde drept reședință de iarnă. Fiica lor, prințesa Wilhelmina, a fost născută aici, în 1880, Regina Emma și fiica sa își petreceau iernile la Noordeinde, după moartea Regelui din 1890. În 1895 Regina Regentă a pus bazele Arhivei Regale, construită în pivnițele palatului.

## Palat modern

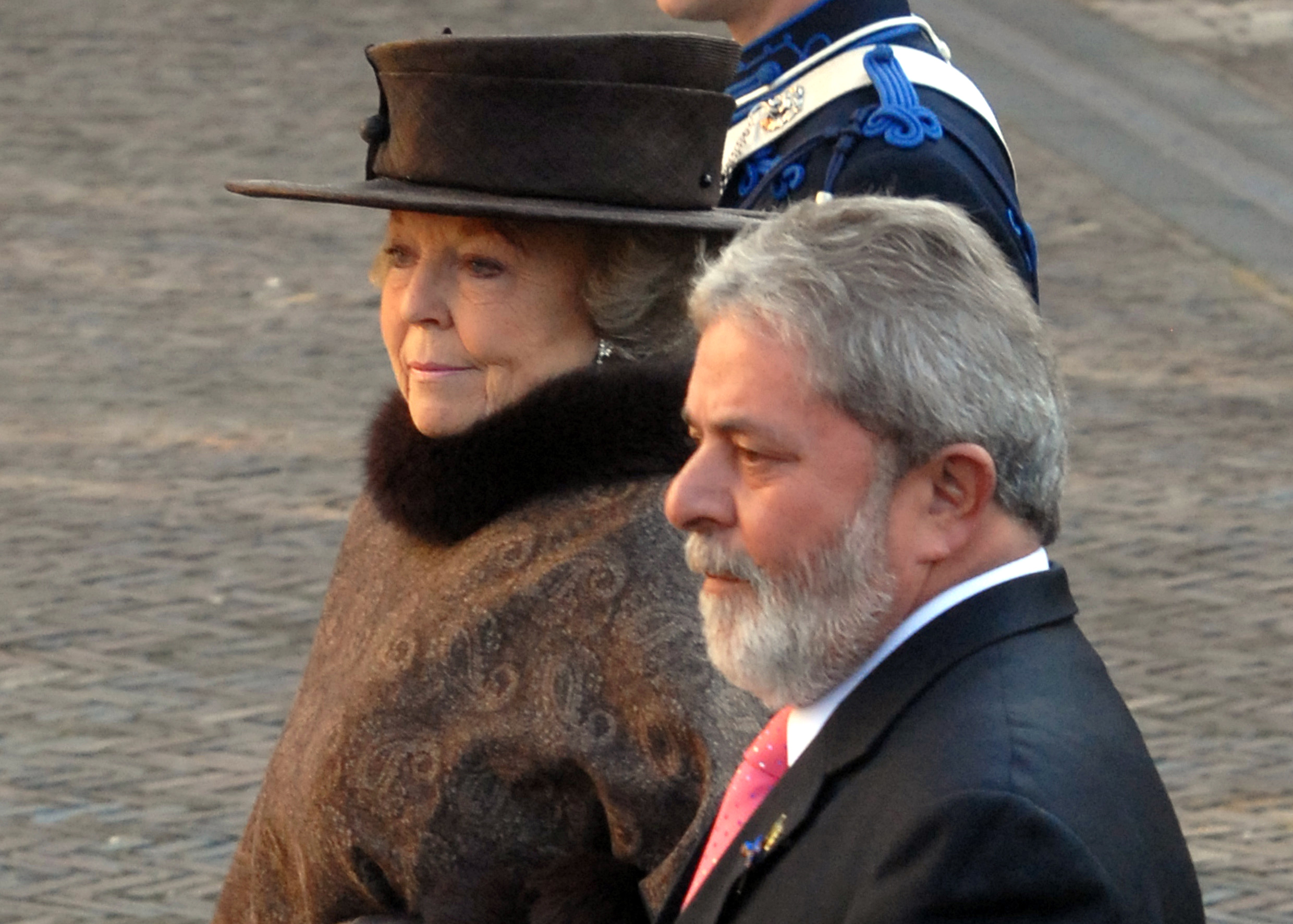
Regina Beatrix și președintele Lula la Palatul Noordeinde, în timpul vizitei sale în Olanda

În 1901, Regina Emma s-a mutat la Palatul Lange Voorhout, în prezent Muzeul Escher, în timp ce regina Wilhelmina și soțul său Prințul Hendrik au rămas la Noordeinde.
Până la invazia germană din 1940, Regina Wilhelmina a folosit foarte des Palatul Noordeinde. După război, palatul a fost folosit ca reședința de iarnă a Reginei.
În 1948, partea centrală a palatului a fost distrusă de foc. În același an, Juliana a accesat la tron. Ea a preferat Palatul Soestdijk ca reședință oficială, deși anumiți membri ai familiei regale au continuat să folosească birourile din Noordeinde. Între 1952 și 1976, Institutul de Științe Sociale își avea sediul în aripa de nord a Palatului. După ce a fost restaurat, palatul a devenit locul de muncă a Reginei Beatrix în 1984.
Grădinile palatului sunt deschise publicului.